# Le Ponchel
Le Ponchel är en kommun i departementet Pas-de-Calais i regionen Hauts-de-France i norra Frankrike. Kommunen ligger i kantonen Auxi-le-Château som tillhör arrondissementet Arras. År 2022 hade Le Ponchel 212 invånare.

## Befolkningsutveckling
Antalet invånare i kommunen Le Ponchel
| Referens: INSEE |